# Florent Le Deventec
Florent Le Deventec, né le 26 mars 1986 à Douarnenez est un joueur de billard français du Douarnenez Sport Billard (depuis septembre 1999).

## Catégories
- Libre : Nationale 1
- Cadre 47/2 : Nationale 2
- 1 Bande : Nationale 1
- Équipe Jeux de Série : Division 1
- 3 Bandes : Nationale 2

## Palmarès

### 1 Fois Champion de France
- Jeux de Série par Équipes Division 3 en 2007

### 2 Fois Vice-champion de France
- Jeux de Série par Équipes Division 2 en 2010
- Partie Libre Juniors en 2004

### 12 Finales de France
- Champion de France Jeux de Série par Équipes Division 3 en 2007 à Douarnenez
- Vice-Champion de France Jeux de Série par Équipes Division 2 en 2010 à Saint-Maur-des-Fossés
- Vice-Champion de France Juniors en 2004 à Chauray
- 4e au Championnat de France Jeux de Série par Équipes Division 2 en 2008 à Schiltigheim
- 4e au Championnat de France par Équipe -19 ans en 2004 à Auxerre
- 6e au Championnat de France Cadre 47/2 Nationale 2 en 2011 à Douarnenez
- 7e au Championnat de France Cadre 47/2 Espoirs en 2007 à Ecully
- 8e du Championnat de France Jeux de Série par Équipes Division 1 en 2011
- 8e au Championnat de France Cadre 47/2 Nationale 2 en 2009 à Douarnenez
- 8e au Championnat de France Libre Cadets en 2003 à Billy-Montigny
- 9e au Championnat de France Cadre 42/2 Nationale 3 en 2007 à Romans sur Isère
- 13e au Championnat de France Cadre 47/2 Nationale 1 en 2017 à Epinal

### 1 Finale de Coupe France
- Coupe de France par Équipes Blackball FFB en 2006 à Besançon

### 1 Coupe de Bretagne
- Coupe de Bretagne Blackball FFB par Équipes en 2006